# Liste der Biografien/Enl
Liste der Biografien |
Portal Biografien |
Personensuche
# |
A |
B |
C |
D |
E |
F |
G |
H |
I |
J |
K |
L |
M |
N |
O |
P |
Q |
R |
S |
T |
U |
V |
W |
X |
Y |
Z |
?
 
Ea |
Eb |
Ec |
Ed |
Ee |
Ef |
Eg |
Eh |
Ei |
Ej |
Ek |
El |
Em |
En |
Eo |
Ep |
Eq |
Er |
Es |
Et |
Eu |
Ev |
Ew |
Ex |
Ey |
Ez
 
Ena |
Enb |
Enc |
End |
Ene |
Enf |
Eng |
Enh |
Eni |
Enj |
Enk |
Enl |
Enm |
Enn |
Eno |
Enq |
Enr |
Ens |
Ent |
Enu |
Env |
Enw |
Enx |
Eny |
Enz
Die Liste der Biografien führt alle Personen auf, die in der deutschsprachigen Wikipedia einen Artikel haben. Dieses ist eine Teilliste mit 17 Einträgen von Personen, deren Namen mit den Buchstaben „Enl“ beginnt.

## Enl

### Enla
- Enlart, Camille (1862–1927), französischer Kunsthistoriker

### Enle
- Enlen, Martin (* 1960), deutscher Filmregisseur

### Enli
- Enlid, Monika (* 1973), norwegische Fußballspielerin
- Enlil-bani, kassitischer Beamter und Priester
- Enlil-bāni, König von Isin
- Enlil-kudurrī-uṣur, assyrischer König
- Enlil-nādin-aḫi, letzter kassitische König von Babylon
- Enlil-nādin-apli, König von Babylon, 2. Dynastie von Isin
- Enlil-nādin-šumi, König von Babylon
- Enlil-nasir I., assyrischer König
- Enlil-nasir II., assyrischer König
- Enlil-nirari († 1307 v. Chr.), assyrischer König

### Enlo
- Enloe, Benjamin A. (1848–1922), US-amerikanischer Politiker
- Enloe, Cynthia (* 1938), US-amerikanische Politikwissenschaftlerin
- Enlow, Arnold (1933–1988), US-amerikanischer Jazzmusiker

### Enlu
- Enlund, Axel (* 2007), schwedischer Volleyballspieler
- Enlund, Jonas (* 1987), finnischer Eishockeyspieler